# Ochropleura obscura
Ochropleura obscura är en fjärilsart som beskrevs av Barend J. Lempke 1962. Ochropleura obscura ingår i släktet Ochropleura och familjen nattflyn. Inga underarter finns listade i Catalogue of Life.